# 統計分析系統
統計分析系統（英文：Statistical Analysis System），於1966年至1976年北卡羅來納州立大學由兩位生物統計學研究生所編寫及製定，最早只是一個數學統計軟體，於1976年由Jim Goodnight及John Sall博士等人成立統計分析系統公司，並且正式推出相關軟體。

## 用途
統計分析系統公司不斷地與各行各業共同發展商業資料分析與預測技術，重要應用領域涵蓋政府的經濟決策與企業的決策支援應用等，成為了全球第五大軟體公司。
統計分析系統軟體是用於決策支援的大型集成資訊系統，但該軟體系統最早的功能限於統計分析；至今，統計分析功能也仍是它的重要模組和核心功能。目前統計分析系統最新的版本為9.4。
經過多年的發展，統計分析系統已經遍佈全世界，使用的單位遍及金融、醫藥衛生、生產、運輸、通訊、科學研究、政府和教育等領域；在資料處理和統計分析領域，統計分析系統被譽統計軟體界的巨無霸。

## 模組簡介
統計分析系統是一個模組軟體系統，它由多個功能的模組組合而成，其相關軟體模組的說明如下：
BASE為統計分析系統的核心模組。提供檔案建立、資料擷取、管理、分析和展示的功能。
SAS/ASSIST軟體為選單式的使用者介面模組。它能夠將統計分析系統所提供的各種應用工具，以不用撰寫程式的方法，而是以選單的方式去執行各模組的功能。
SAS/CONNECT為協同式及分散式處理模組。它提供將各種不同平台的統計分析系統連結起來，使系統達到資料整合與資源共享的能力。
SAS/GRAPH為製作高解析度彩色圖形模組。可用來產生多種顏色和多種型式的統計圖，如：柱形圖、圓餅圖、點狀圖、三維圖、等高線圖和地圖等等。
SAS/ETS用來開發及維護主管資訊系統（Executive Information System）的應用系統開發工具。提供時間序列讀取、分析、預測和建立計量經濟模型等功能。
SAS/AF應用系統開發工具。利用物件導向程式及圖形的使用者界面（Graphic User Interface）來開應用系統。以利使用者方便應用SAS內的各項功能。
SAS/FSP為圖形使用者介面的資料交談式工具。以圖形介面作為資料登錄、編輯、擷取和查詢功能。
SAS/ACCESS為和各資料庫軟體間的資料連結與轉換。提供連結的資料庫軟體為：ORACLE、IBM DB2、MS ACCESS、DBASE、SYBASE、MS SQ、SERVER等等。
SAS/STAT為全面性統計分析方法的工具。提供如迴歸分析、變異數分析、類別分析、多重变量分析、群集分析、存活分析、PSYCHOMETRICANALYSIS和無母數分析，並有正規化、線型化與非線型化等變數轉換的功能。
SAS/LAB以導引方式的進行資料分析的工具。提供統計的假設分析（Assumption），如OUTLIER、NORMAL、SCALING轉換等功能，並且可以協助作出結論，而且可將執行過程全部儲存，以做為日後分析或報告的參考。
SAS/EIS應用系統開發工具。與SAS/AF不同的是，此模組不需作介面開發，祗要對相關資料作定義即可。
SAS/IML為交談式的高階矩陣語言工具。提供高階的科學、工程和統計上的應用，並具有圖形產生及資料展示的功能。
目前最新的9.3版本，亦支援自由軟體統計軟體計劃R語言，透過其SAS/IML模組，可以有限度相互聯結使用，但若要相互使用時，則必需安裝R語言軟體於SAS系統相同的電腦內。目前相關功能支援如下：
- 兩軟體間的資料格式轉換
- 呼叫與使用R語言函數功能
- 傳輸由R語言分析結果至SAS內

SAS/QC為統計品管的工具。用於製程分析、實驗設計等功能，以選單介面方式，方便使用者快速的得到結果。
SAS/OR為決策支援工具。用於計畫管理、線性及非線性規劃與資源最佳化分配等功能。
SAS/GIS即為地理資料的圖形系統。
SAS/WebAF如同SAS/AF般的圖形介面開發工具。主要使用於發展於Web上的使用者介面。

## SAS用戶端相關軟體

### Enterprise Guide軟體
約於2000年開始，SAS即提供一新的用戶端軟體Enterprise Guide，其可提供視覺化的操作介面，以方便使用者操作應用程式，與降低統計分析的門檻。
該軟體具有如下列幾個主要功能：
- 可自訂直覺式且視覺化的使用者介面，但不同於SAS/AF或SAS/WebAF
- 可更安全地存取原始資料，以方便資料庫的使用者權限管理
- 分析資料以流程的方式來編輯，可以降低使用者的門檻
- 可對相關的程序分門別類為分析、報表、圖表、查詢……等等
- 可支援自動化排程處理與相關的指令碼產生器
- 但仍可以支援用程式碼編輯的程式

當使用SAS Enterprise Guide時，其與原有的SAS (即為Base SAS)軟體是相互支援與使用。SAS Enterprise Guide目的如同上述重點，如以EG為使用者介面來產生相關指令程或程式，交由SAS (Server/Client)來處理與執行，最終結果仍回傳於EG介面上以方便使用者，即EG > SAS (Server/Client) > EG的模式。
由於該軟體已非完全由C語言編寫，而是Java與C#配合使用，如須使用EG軟體時，至少需要安裝.NET Framework，安裝完成後，也一併安裝JRE（即為Java SDK runtime 1.4.1版本）執行期環境套件。
相關參考：SAS Enterprise Guide教學課程（繁體） （页面存档备份，存于）

### JMP軟體
其讀法同Jump，由統計分析系統公司的子公司JMP於1989年發表，起初為使用於Mac系統上的高階統計分析軟體，後再陸續製作用於Windows與Linux的版本，目前最新版本為9.0（Sep 2010）。
該軟體原有的統計分析外，更高階的"參數式"圖形顯示分析與應用統計模型，透過變更相關參數來達到進一步的數據分析；其軟體亦有給予微软Excel的使用組件增益集，提供JMP與Excel更緊密的結合，也可讓Excel突破資料表上的使用極限。

## 相關程式範例
用於資料擷取部份，即於DATASET階段，例：從資料庫AAA擷取年齡介於25至30歲，且收入大於 100萬的客戶群
```
data BBB;
 set AAA;
  where 25 < age < 30 
  and salary > 1000000;
run;
```

同上範例，統計一下擷取出來的資訊總共有多少的客戶
```
proc freq data=BBB;
 table account;
run; 
```

同上兩例，亦可合併一起成為如下方式編寫
```
data BBB;
 set AAA;
  where 25 < age < 30 
   and salary > 1000000;
proc freq data=BBB;
 table account;
run;
```

如仍需要相關的統計結果作進一步的分析，可使用如下方式，產生一新的資料檔案CCC
```
proc freq data=BBB;
 table account/out=CCC;
run;
```

而新的資料檔可對其行排序處理，可令其列表出來的資訊比較容易閱讀
```
proc sort;
 by age salary name;
run;
```

將其排序好的結果，再依需要的方式即姓名、年齡、收入的方式，顯示於SAS的OUTPUT視窗中
```
proc print;
 var name age salary;
run;
```

## 相關軟體
- Epi Info
- Eviews
- SPSS
- STAT
- STATISTICA
- Minitab
- MathCAD
- Mathematica
- Matlab
- MAPLE
- R語言
- WPS
- XLSTAT
- JMP

## 外部連結
- 官方網站 （页面存档备份，存于）
- SAS 繁體中文網站(台灣) （页面存档备份，存于）
- SAS 簡體中文網站(中國) （页面存档备份，存于）
- 北京大学概率统计系李东风老师的在线中文教材 （页面存档备份，存于）
- SAS 線上說明文件(英文) （页面存档备份，存于）
- JMP官方網站 （页面存档备份，存于）
- JMP簡體中文網站(中國) （页面存档备份，存于）